# CFJ (企業)
CFJ合同会社（シーエフジェイ）は、アメリカ合衆国の金融大手シティグループの一員のみなし貸金業者（元消費者金融）会社の日本法人である。「CFJ」は「CitiFinancial Japan」の略である。

## 概要

### 成り立ち
2003年1月1日に、アメリカの最大手金融グループのシティコープ（現シティグループ）が資本参加していた消費者金融会社3社（ディック株式会社、アイク株式会社、株式会社ユニマットライフ）の合併で誕生（存続会社はディックファイナンス株式会社）。
「シティバンク」や「シティカード」などのシティグループ企業のような「シティ」のブランドは前面に押し出さず、社名を「CFJ」と表記した。

### 事業展開
ディックと女性専用キャッシングのユニマットレディスの2つのブランドを展開し、晴海トリトンスクエアとなんばパークスにオペレーションセンター、全国各都道府県に支店と無人店舗のサテライト、を設置していた。インターネットや携帯電話による申込みや借り入れなどの各種サービスも提供していた。

### 事業縮小と事業撤退
サブプライムローン問題によるシティグループの経営不振と消費者金融業界の構造変化からリストラの一環で中華人民共和国の大連にコールセンターを開設し、銀行振込による顧客の入金は現地スタッフが確認し、最盛期は500店舗あった有人と無人店舗を2007年1月に大幅削減した。2007年末も無人店舗の削減を行うなど、競合他社に先んじて急激に事業縮小を進めた。クリバースへの債権譲渡に際して信用情報を譲渡して信用情報機関から一週間程度の利用停止の利用停止処分を受けた。
急速な事業縮小から「シティグループがCFJの売却を検討」とウォールストリート・ジャーナルや日本経済新聞で報じられるが、他社への売却は成功しなかった。
2008年6月6日の報道発表「シティの消費者金融事業における更なる見直しについて」で、CFJが行う消費者金融事業を大幅に縮小し、今後も経営は継続するがインターネットと電話により貸付を行うと発表した。
2009年3月24日に「ユニマットレディス」は「ディック」へ統合してウェブサイトを閉鎖した。ディックのWebサイトは残高が残る債務者向けに存在し、追加融資を希望する顧客は三洋信販へ、三洋信販がプロミスに吸収されるとプロミスへ、2016年の時点はアイフルへ、それぞれ申込を取り次いでいる。法人格は存続して新規営業を打ち切り後もしばらく貸金業登録は継続していたが、2016年8月に期間が満了した際に廃止された。